# Sighetgevangenis

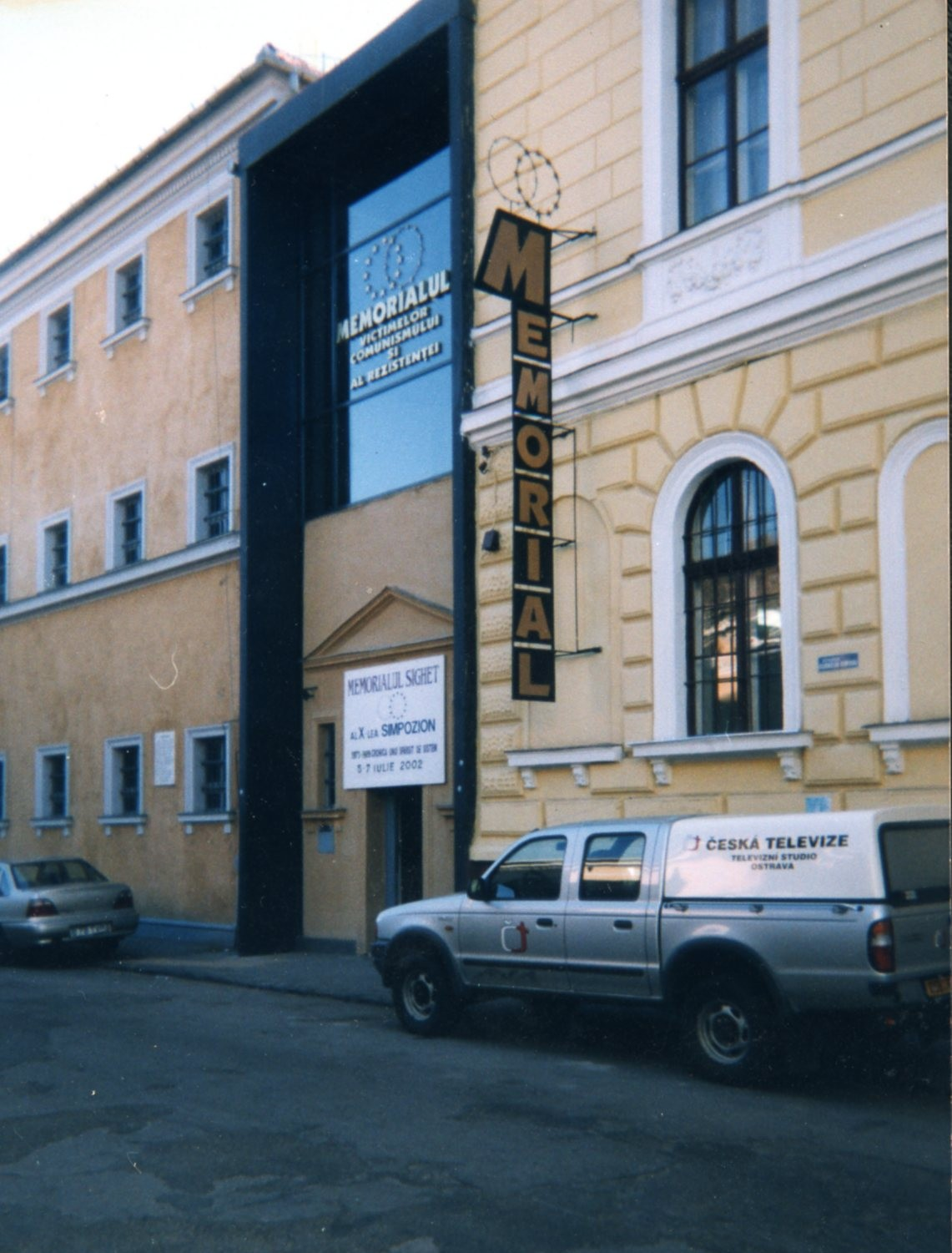
Het Sighet Memorial Museum in de oude gevangenis.

De Sighet-gevangenis was een gevangenis in het noorden van Roemenië, in de stad Sighetu Marmației in het district Maramureș. De gevangenis werd gebruikt door het communistische regime om politieke gevangenen vast te houden. Tegenwoordig ligt er een herdenkingsmonument voor de slachtoffers.
De gevangenis in Sighetu Marmației (vaak afgekort tot "Sighet") werd gebouwd in 1897, toen Sighet nog in Oostenrijk-Hongarije lag.

## Beroemde gevangenen
- Constantin Argetoianu
- Ion Bălan
- Dinu Brătianu
- Gheorghe I. Brătianu
- Dimitrie Burilleanu
- Ion Cămărășescu
- Arlette Coposu
- Corneliu Coposu
- Anton Durcovici
- Grigore Dumitrescu
- George Fotino
- Stan Ghițescu
- Gheorghe Grigorovici
- Ion Gruia
- Emil Hațieganu
- Iuliu Hossu
- Alexandru Lapedatu
- Ion I. Lapedatu
- Ilie Lazăr
- Gheorghe N. Leon
- Ion Macovei
- Iuliu Maniu
- Mihail Manoilescu
- Ion Manolescu-Strunga
- Ion Mihalache
- Ion Nistor
- Petre Papacostea
- Victor Papacostea
- Constantin Titel Petrescu
- Alexandru Rusu